# Upahl
Upahl – miejscowość i gmina w Niemczech, w kraju związkowym Meklemburgia-Pomorze Przednie, w powiecie Nordwestmecklenburg, wchodzi w skład Związku Gmin Grevesmühlen-Land.
1 stycznia 2011 do gminy przyłączono gminę Hanshagen, a 1 stycznia 2019 gminę Plüschow.
W sierpniu 2023 we wsi, mimo protestów miejscowej ludności, rozpoczęto budowę kontenerowego ośrodka dla imigrantów dla 250 cudzoziemców. Okręgowy sąd administracyjny odrzucił skargę w tej sprawie, ale zmniejszono pojemność ośrodka z planowanych czterystu miejsc.